# 郑成功长江之役
郑成功长江之役，永曆十三年（清世祖顺治十六年，1659年）四月至八月，郑成功率水师北伐南京的作战。
1659年四月，郑成功由浙江出发，经宁波、舟山、羊山（今嵊泗列島之大洋山、小洋山），五月十八日达崇明。兵部左侍郎张煌言建议：崇明是江海门户，应该先定营于此，方能进退有据。郑成功没有听从。六月，船队至焦山。六月十六日，郑成功进断焦山与金山之间横江铁索“滚江龙”，攻打瓜洲。郑成功大败清朝操江巡抚朱衣佐、游擊左云龙部数千人，寄取潭家洲炮城和满洲木浮营（又称木城，可容纳五百士兵、四十门炮）三座，六月十七日，攻克瓜洲，兵向镇江。二十三日，郑成功大败清朝提督管效忠，歼敌四百人，镇江知府戴可进、副将高谦献城投降。郑成功命周全斌、黄昭守镇江；张煌言到芜湖；招抚江南、江北；自率主力直取江宁府。
七月初七日，至观音门。郑成功命黄安率领水师守三汉河口以守后路；自率主力于七月十二日登岸，派余新、肖拱宸驻守狮子山，翁天祐为应援；甘辉、万礼、杨祖驻在第二大桥上；马信、吴豪驻扎汉西门。郑成功督亲军屯岳庙山。郑成功连营八十三座，安设大炮、地雷，密布云梯、木栅，在上江、下江、江北等处布置船只，包围江宁。与此同时，张煌言部攻克仪真（今江苏仪征）、江浦、芜湖、太平府、宁国府、池州（今安徽省贵池市）、徽州（今安徽省歙县）、广德、和州（今安徽省和县）、无为县等州县，江西九江等处也起兵响应。
顺治帝得知后，下诏亲征，未行。以内大臣达素为安南将军，同固山额真索洪、护军统领赖塔等，统兵增援江南；命江西提督杨捷、宁夏总兵刘芳名、总兵董学礼等各率部从征；命户部尚书车克往江南催集钱粮，制造战船；由云贵凯旋的梅勒章京噶褚哈、马尔赛等，由荆州府先于郑成功而抵达江宁。
江宁城里，江南总督郎廷佐通过诈降，拖延时间。郑成功屡胜而骄，中计而未及时攻城。七月十五日，清朝苏松水师总兵官梁化凤率部三千，从崇明入江宁；苏松提督标下游击徐登第、金山营参将张国俊、水师右营守备王大成、驻防杭州协领牙他里等，也领兵抵达江宁。七月二十三日，江宁城内总督、提督率绿营和梁化风营，从仪凤门、钟阜门出战，突袭郑军营垒。七月二十四日，江宁清军由水陆两路齐出，郑军列阵迎敌，甘辉被俘不屈而死，万礼、张英、林胜、陈魁、潘庚钟等将领阵亡，战船五百余艘被焚。郑成功急派人到长江中催水师助战，为时已晚，只得率师顺流而退。清朝驻防江宁的昂邦章京喀喀木与噶褚哈追到瓜洲，郑成功率领全军登舟入海，清军回到江宁。郑成功师退至崇明，攻城不下，于是继续南下，于九月初七日返抵厦门。郑成功退后，到芜湖的张煌言也战败，归路已断，于是焚烧舟船登陆，后在天台山坚持抗清。八月初五日，清朝命固山额真刘之源为镇海大将军，与梅勒章京张元勋、周继新驻防镇江，加强防守。